# 小行星3715
小行星3715（英語：3715 Stohl）是一颗围绕太阳公转的小行星。1980年2月19日，安東寧·姆爾科斯在克列特发现了此天体。
这颗小行星的绝对星等为236.5066964976885等。